# Ernesto Leme
Ernesto de Moraes Leme (Bragança Paulista, 30 de dezembro de 1896 -- São Paulo, 1986) foi um advogado, professor, jurista, escritor, diplomata e político brasileiro.
Participou ativamente da Revolução Constitucionalista de 1932, tendo lutado na frente de Queluz.
Formou-se em Direito pela Universidade de São Paulo bacharelando-se na turma de 1919. Foi promotor de resíduos na Comarca da capital (1931-1934). Doutorou-se em 1934 e desde então passou a lecionar na Faculdade de Direito.
Após brilhante concurso, foi nomeado professor catedrático de Direito Comercial na Faculdade de Direito do Largo de São Francisco por decreto de 19 de fevereiro de 1934. Aposentou-se, por ter atingido a idade compulsória, em 1966. Recebeu em 1968 o título de Professor Emérito.
Reitor da Universidade de São Paulo nos anos de 1951 a 1953 numa época de grande efervescência política, quando ocorreram por todo o Brasil movimentos sociais e estudantís. Foi o reitor que dirigiu a USP durante a fundação da Escola de Engenharia de São Carlos, consequentemente nascimento do Centro Acadêmico Armando De Salles Oliveira (CAASO).
Delegado permanente do Brasil na Organização das Nações Unidas, na categoria de Embaixador (1954-1955). Em julho de 1954, tornou-se Presidente do Conselho de Segurança das Nações Unidas.
Deputado à Assembleia Constituinte e Legislativa de São Paulo, entre 1935 e 1937 pelo Partido Constitucionalista. Em 1945 filiou-se à União Democrática Nacional.
Foi secretário da justiça no Governo de São Paulo.
Membro da Academia Paulista de Letras tendo ocupado a cadeira nº 15 cujo patrono é Luís Gama e fundador Alberto Faria. Nomeado presidente da Academia em 1971, foi reeleito em 1973 para mais um biênio.